# Silwad
Silwad (arab. ‏سلواد‎, Silwād) – miasto w Palestynie, w muhafazie Ramallah i Al-Bira. Według danych szacunkowych Palestyńskiego Centralnego Biura Statystycznego w 2016 roku miejscowość liczyła 7836 mieszkańców.